# Panzerschreck
Panzerschreck (literalmente, "terror do tanque") era o nome popular para o Raketenpanzerbüchse 54 (RPzB 54), um lançador de foguetes antitanque reutilizável, calibre 88 milímetros desenvolvido pela Alemanha Nazista durante a Segunda Guerra Mundial. Outro apelido popular era Ofenrohr ("tubo de fogão").
O Panzerschreck foi desenhado como uma arma antitanque a ser utilizar por Infantaria. A arma era utilizada sobre os ombros e lançava um projétil a ser disparado pesava aproximadamente 3,3 kg. O design da arma foi inspirado pela bazuca norte-americana. . A arma, com o escudo, chegava a pesar quase 11 kg.

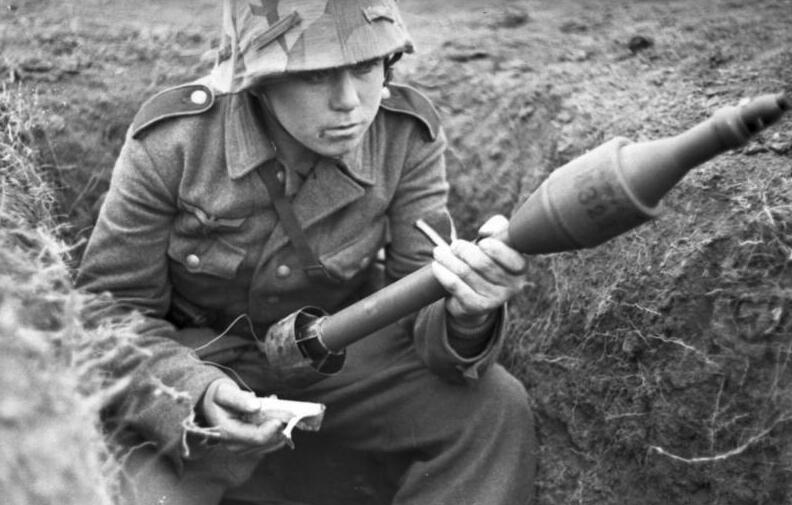
Soldado alemão segurando um projétil, Ucrânia, 1944.

## História
A partir de 1942, os Estados Unidos começaram a produção em massa da Bazooka, que acabou inspirando os alemães a desenvolverem o Panzerschreck, que ficou conhecido literalmente como o "terror dos blindados". De fato, não havia veículos blindados aliados que resistissem às suas granadas, que podiam alcançar mais de 180 metros.[carece de fontes?] Porém, não teve um uso muito expressivo, pois apenas começou a ser produzido em massa a partir da segunda metade da guerra.

## Uso em combate
Apesar de não ter uma utilização tão larga quanto a bazooka, o Panzerschreck conseguiu intimidar os aliados. Porém, seu desenho ainda apresentava alguns problemas, como a necessidade de se usar um pesado escudo montado ao tubo, pois o propelente ainda queimava ao deixar a arma, e atingia o rosto do operador. Eram necessários três homens para dispará-la (um atirador que também fazia a pontaria; dois municiadores), mas um soldado corajoso podia dispará-la sozinho.
Utilizava-se do mesmo processo que dispara as granadas da bazooka: uma corrente elétrica, acionada pelo gatilho, percorre a alma do tubo, e provoca a queima do propelente.